# Founder Pack＃
Founder Pack#（ファウンダーパックシャープ）は、方正が販売するDTPソフトウェアであり、Adobe Illustratorのプラグインソフトウェアである。
パッケージ印刷・商業印刷のDTP作業を効率化。
プリフライト、分版表示、インクの整理、オブジェクトの条件検索、埋め込み画像のリンク書き出し、トラッピング、殖版などが可能。
9つのモジュール群で構成。

## 特徴
1. アイシャープ（分版表示、検版ツール）
  - 分版表示機能。特色対応
  - カラー、ネガ、ポジ表示
  - 最大100,000%拡大
  - ハイライト、シャドウ部強調表示
  - インク総量チェック
  - 検版機能
2. インクシャープ（版の整理機能、特色掛け合わせツール）
  - 使用インクを整理。使用インク確認が可能
  - 特色のをCMYK変換
  - CMYKや特色の他インクへの置換
  - CMYKと特色、または、特色同士の掛け合わせ
  - 画像版の置換
3. インスペクトシャープ（Illustratorデータでのプリフライトツール）
  - インク、画像、線、フォント、網%などを設定した条件に基づいてチェック
  - 問題オブジェクトを選択拡大表示
  - 問題オブジェクトの修正作業
4. リンクシャープ（埋め込み画像抽出ツール）
  - 埋め込み画像をオリジナルの品質を保持したまま抽出し、リンク画像として書き出し
  - クリッピングパスがある場合はパス付きで書き出し（書き出したリンク画像ファイルはPhotoshopや他の画像処理ソフトで修正可能）
5. マークシャープ（トンボ、アクセサリー編集ツール）
  - トンボ、色玉などアクセサリーの設定
  - 作成アクセサリーのテンプレート保存
6. ネストシャープ（殖版ツール）
  - Illustratorファイルをそのまま殖版可能
  - CADデータを使用する殖版と、CADデータ無しのマニュアルでの殖版が可能
  - CFF2、DXFファイルのデータ読み込み可能
  - CADと単面データの位置合わせ
  - マスク作成、編集
  - 数字のみ、または、A-1、B-1など記号付きの丁番を、行ごと、または単面デザインごとに付与
7. サーチシャープ（検索ツール）
  - オーバープリント、カラー、線幅、ブレンド、メッシュ、パターンなどのオブジェクトを複数条件で一括検索
8. ツールシャープ（ユーティリティツール）
  - 選択オブジェクトを動かさない選択ツール（オブジェクト選択時、オブジェクトが動いてしまい、気付かずに起こる印刷事故の防止）
  - 正確なグラデーションの作成と編集
  - ラインパスファインダ（閉じている図形と開いている図形のパスファインダ機能）
9. トラップシャープ（トラッピングツール）
  - Illustratorのオリジナルデータの機能を生かしたままトラッピングが可能
  - 画像、特色、グラデーション、透明度を持つオブジェクト対応
  - センタートラップ、角落としなど高度なトラッピング形状
  - 画像が足りない場合の画像自動作成
  - グラデーションは、スライドとラップによりスムースなトラップを行なう
  - データ全体、または任意の選択範囲を自動トラップ
  - 自動トラップ処理後のトラップエッジは個々に調整可能
  - インタラクティブなマニュアルトラップ
  - 白版、リッチブラックの作成
  - インク刷り順でのトラップが可能

## 動作環境
- Adobe Illustrator CS3（Mac版）日本語版
- PowerPC G4、G5またはインテルプロセッサ
- ドングル接続のためのUSBポート
- その他の必要システム構成はIllustrator CS3日本語版に準拠